# La Sal
Pour les articles homonymes, voir Sal.
La Sal est une census-designated place dans le comté de San Juan, dans l'Utah.